# قائمة قضايا تسوية النزاعات في منظمة التجارة العالمية
هذه قائمة مرتبة زمنياً لقضايا تسوية النزاعات في منظمة التجارة العالمية عبر مجلس تسوية المنازعات. اعتبارًا من ديسمبر 2024، كان هناك 631 قضية من هذا القبيل.

## القائمة
| DS# | المشتكي عليه     | العنوان                                                                           | المشتكي                          | مصدر |
| --- | ---------------- | --------------------------------------------------------------------------------- | -------------------------------- | ---- |
| 18  | أستراليا         | النزاع التجاري بين كندا وأستراليا حول السلمون                                     | كندا                             |      |
| 28  | اليابان          | مقاييس بشأن التسجيلات الصوتية ‏                                                    | الولايات المتحدة                 |      |
| 42  | اليابان          | مقاييس بشأن التسجيلات الصوتية ‏                                                    | الاتحاد الأوروبي                 |      |
| 46  | البرازيل         | برنامج تمويل صادرات الطائرات ‏                                                     | كندا                             |      |
| 58  | الولايات المتحدة | حظر استيراد بعض أنواع الروبيان ومنتجاته                                           | الهند، ماليزيا، باكستان، تايلاند |      |
| 70  | كندا             | المقاييس المؤثرة على تصدير الطائرات المدنية ‏                                      | البرازيل                         |      |
| 71  | كندا             | المقاييس المؤثرة على تصدير الطائرات المدنية ‏                                      | البرازيل                         |      |
| 121 | الأرجنتين        | الأرجنتين - تدابير وقائية على واردات الأحذية                                      | الاتحاد الأوروبي                 |      |
| 123 | الأرجنتين        | الأرجنتين - تدابير وقائية على واردات الأحذية                                      | إندونيسيا                        |      |
| 160 | الولايات المتحدة | نزاع منظمة التجارة العالمية 160                                                   | الاتحاد الأوروبي                 |      |
| 164 | الأرجنتين        | الأرجنتين - تدابير وقائية على واردات الأحذية                                      | الولايات المتحدة                 |      |
| 222 | كندا             | ائتمانات التصدير وضمانات القروض للطائرات الإقليمية ‏                               | البرازيل                         |      |
| 257 | الولايات المتحدة | تحديد الرسوم التعويضية النهائية فيما يتعلق ببعض الأخشاب اللينة من كندا ‏           | كندا                             |      |
| 264 | الولايات المتحدة | القرار النهائي بشأن الإغراق على الأخشاب اللينة من كندا                            | كندا                             |      |
| 267 | الولايات المتحدة | دعم القطن المرتفع                                                                 | البرازيل                         |      |
| 312 | كوريا الجنوبية   | مكافحة الإغراق الكوري على واردات الورق الإندونيسي                                 | إندونيسيا                        |      |
| 344 | الولايات المتحدة | Final Anti-Dumping Measures on Stainless Steel from Mexico                        | المكسيك                          |      |
| 376 | الاتحاد الأوروبي | Tariff Treatment of Certain Information Technology Products                       | اليابان                          |      |
| 381 | الولايات المتحدة | Measures Concerning the Importation, Marketing and Sale of Tuna and Tuna Products | المكسيك                          |      |
| 401 | الاتحاد الأوروبي | مقاييس تشجيع استيراد وتسويق منتجات الفقمة                                         | النرويج                          |      |
| 431 | الصين            | نزاع التجارة حول المعادن الارضية النادرة                                          | الولايات المتحدة                 |      |
| 439 | جنوب إفريقيا     | رسوم مكافحة الإغراق على لحوم الدواجن المجمدة من البرازيل ‏                         | البرازيل                         |      |
| 448 | الولايات المتحدة | التدابير المؤثرة على استيراد الليمون الطازج ‏                                      | الأرجنتين                        |      |
| 459 | الاتحاد الأوروبي | تدابير الاتحاد الأوروبي لمكافحة الإغراق بشأن الديزل الحيوي                        | الأرجنتين                        |      |
| 464 | الولايات المتحدة | Anti-dumping and Countervailing Measures on large residential washers from Korea  | جمهورية كوريا                    |      |
| 480 | الاتحاد الأوروبي | تدابير الاتحاد الأوروبي لمكافحة الإغراق بشأن الديزل الحيوي                        | إندونيسيا                        |      |